# Барановичское гетто
Бара́новичское гетто (28 июня 1941 — 17 декабря 1942) — еврейское гетто, место принудительного переселения евреев города Барановичи и близлежащих населённых пунктов в процессе преследования и уничтожения евреев во время оккупации территории Белоруссии войсками нацистской Германии в период Второй мировой войны.
В гетто находилось более 15 тысяч евреев из Барановичей и окружающих деревень. Массовые убийства евреев в Барановичах начались с 29 июня 1941 года, к декабрю 1942 года все узники были убиты. В гетто существовало подпольное организованное сопротивление нацистам. До освобождения от оккупации дожили только 250 евреев города. Памятник жертвам геноцида в Барановичах был открыт в 1994 году.

## Евреи в Барановичах накануне оккупации
Накануне Второй мировой войны еврейская община Барановичей насчитывала около 10 тысяч человек. После вторжения немцев в Польшу в сентябре 1939 года она выросла за счёт беженцев с запада, часть из которых была депортирована советскими властями в северные районы РСФСР 29 июня 1940 года.
Перед Великой Отечественной войной, по официальным данным, в Барановичах насчитывалось 7796 евреев. Иегуда Бауэр пишет, что в городе находилось около 9000 евреев, в том числе 3000 беженцев из оккупированной немцами Польши. По данным энциклопедии «Холокост на территории СССР», накануне немецкого вторжения еврейская община насчитывала 12 тысяч человек.
Эвакуироваться успели немногие, а значительная часть из успевших была вынуждена вернуться, так как немецкие войска обогнали их и преградили путь на восток.

## Оккупация Барановичей и создание гетто
Барановичи были заняты немецкими войсками 27 июня 1941 года, и оккупация продлилась более 3 лет — до 8 июля 1944 года. С июля 1941 года в городе разместились штабы полиции безопасности во главе с оберштурмбанфюрером СС Лернером и службы безопасности (СД) во главе с унтерштурмфюрером СС Вальдемаром Амелунгом. С декабря 1941 года Барановичи стали центром гебита (округа), пост гебитскомиссара занял оберфюрер Рудольф Вернер.
Уже на следующий день после оккупации, 28 июня, немцы под страхом смерти запретили евреям ходить по тротуарам, пользоваться общественным транспортом, находиться на территории парков и общественных мест, посещать школы, появляться без желтой латы (округлой нашивки) диаметром 10 сантиметров, пришитой на одежду спереди и на спине. С этого момента евреи были поставлены вне закона — любой мог их безнаказанно грабить, мучить и убивать. Гетто были созданы почти во всех городах и населённых пунктах Беларуси, где проживало еврейское население. И в этот же день, 28 июня 1941 года, комендантом города было издано распоряжение «О создании гетто в Барановичах», и немцы, реализуя нацистскую программу уничтожения евреев, под страхом смерти приказали евреям переселиться в район города под неофициальным названием «Сахалин» (район возле нынешнего завода бытовой химии). С собой разрешалось взять только сверток самого необходимого, и людям пришлось бросить всё своё имущество.
Решение ликвидировать всё еврейское население Барановичей было принято нацистами уже в сентябре 1941 года, но уничтожение было временно отложено, поскольку нацисты нуждались в рабочей силе.
В декабре 1941 года немцы пригнали в Барановичи и евреев из ближайших деревень. К этому времени гетто занимало 10-11 кварталов и ограничивалось улицами Виленской (ныне Гагарина), Нарутовича (ныне Комсомольская — 8—9-й кварталы), Церковной (ныне Лисина), Понятовского (ныне Богдановича) и Царюка (ранее Парковая), Ожешки, Алеся Гаруна и Костельной. Ворота были построены на перекрёстке нынешних улиц Грицевца и Мицкевича.
В первые дни существования гетто немцы принудили евреев организовать «еврейский совет» (юденрат) в составе 26 человек для обеспечения выполнения приказов оккупантов. Здание юденрата находилось на улице Садовой. Председателем юденрата назначили барановичского адвоката Овсия (Овсея) Гиршевича Изыксона (Изаксона, Изиксона). Начальником полиции гетто в составе 40 человек был поставлен Наим Пиневич Вальтман, до войны возглавлявший объединение ремесленников.

## Условия в гетто
К декабрю 1941 года территория гетто была обнесена высоким, в три ряда забором из колючей проволоки и строго охранялась немецкими и полицейскими автоматчиками. В гетто было два входа, главный — на улице Вилейской, напротив здания, где размещался гебитскомиссариат.
Оккупационные власти под страхом смерти запретили евреям выходить из гетто без специального разрешения, менять место проживания и квартиру внутри гетто. Вход и выход разрешался только через ворота и только в колонне, во главе которой шёл немец или полицейский. Выход на работу осуществлялся с 6.30 до 7.30, возвращение — с 17.00 до 17.30.
В гетто находилось более 15 000 евреев — в большинстве старики, женщины и дети. Плотность населения была невероятно высокой, и евреи жили в невыносимой тесноте — всего лишь в шестидесяти зданиях. Каждому человеку выделялся только 1 квадратный метр, то есть в каждой комнате размещалось до 25 человек. Например, в маленький деревянный домик на углу улиц Притыцкого и Мицкевича втиснули 82 человека на три небольшие комнаты с нарами в 4 этажа.
В гетто, кроме жителей Барановичей, также согнали часть евреев из Городища, Новой Мыши, Новоельни, Новогрудка и еврейских беженцев из Польши и Чехословакии.

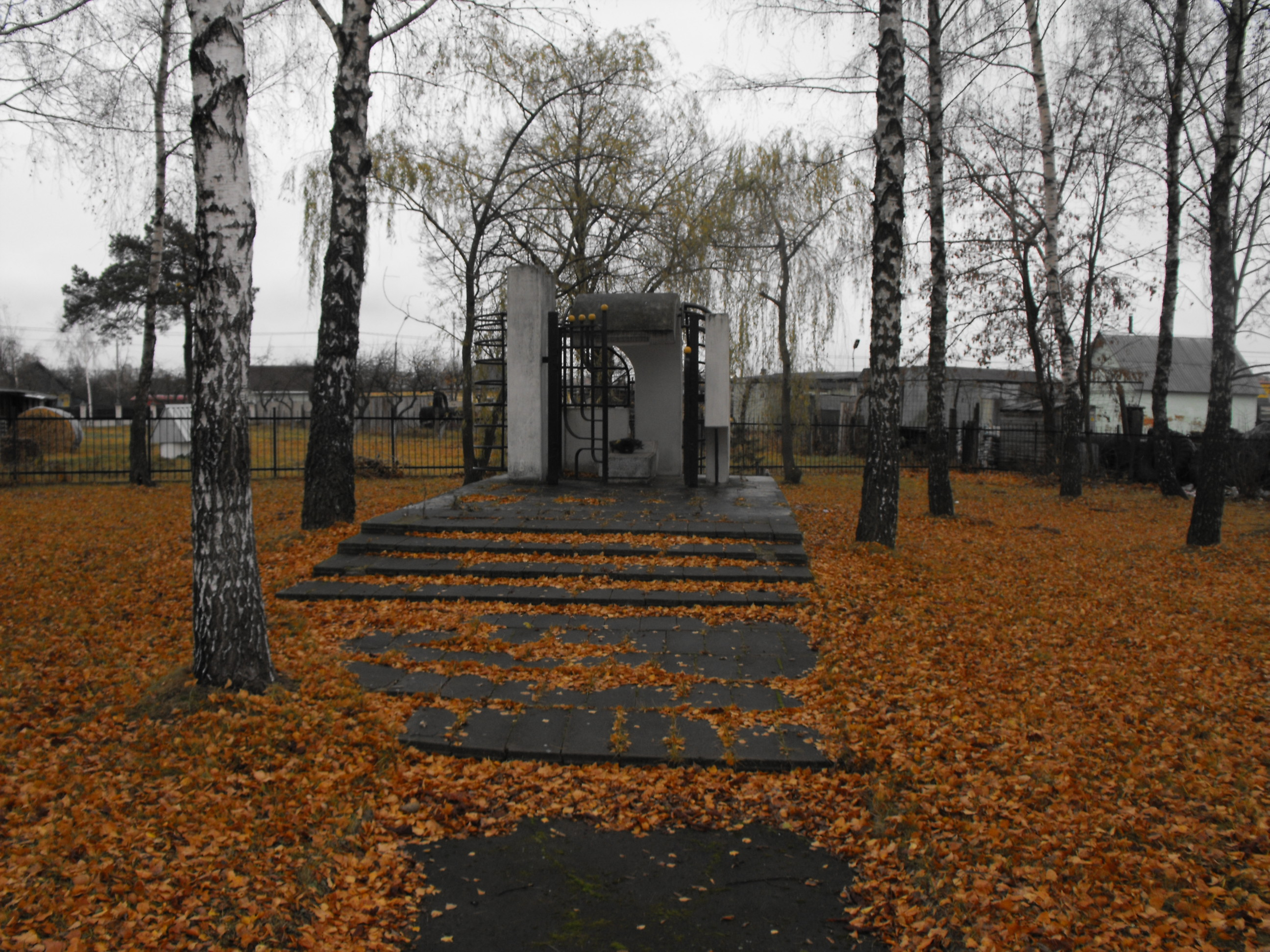
Сквер и мемориал в память евреев, убитых нацистами, на еврейском кладбище в Барановичах

Узников использовали на самых тяжёлых и грязных принудительных работах, от чего многие узники умерли от непосильных нагрузок в условиях постоянного голода и отсутствия медицинской помощи.
На входе в гетто полицейские тщательно обыскивали узников. Если у кого-то находили продукты, которые продавали или из жалости давали жители города, то его жестоко избивали дубинкой. Неработающим старикам и детям продукты вообще не выдавались. На каждого работавшего за каторжный труд по 10—12 часов в сутки выдавалось 200 граммов эрзац-хлеба в день и килограмм крупы на месяц. Оккупанты систематически грабили узников. Так, 17 декабря 1941 года власти приказали юденрату собрать 1 млн рублей, 20 кг золота, серебра и ювелирных изделий.
Еврейским медикам в виде исключения разрешили жить вне гетто вместе семьями. Для их проживания были выделены дома по улице Виленской вдоль ограждения гетто. Еврейские медики работали 10 часов в день, получая вдвое меньше, чем их нееврейские коллеги. Из-за опасения перед распространением инфекционных заболеваний оккупационные власти приказали юденрату ещё больше ограничить вход и выход из гетто и проводить в нём регулярные профилактические санитарно-гигиенические мероприятия. Этим занималась медицинская служба гетто под руководством Л. Нахимовского.
Несмотря на тяжёлые условия, администрация гетто сумела поддерживать порядок и организовала помощь самым нуждающимся. В частности, в связи с жесточайшим перенаселением каждый дом был организован как отдельная коммуна, были разработаны специальные правила организации совместного проживания и пользования коммунальными услугами.
Узники под контролем СД направлялись на различные работы. На военной базе NKP работало 610 человек, на военно-воздушной базе −120, в строительной организации Тодта — 100, на железной дороге — 160, в аэропорту — 300 и т. д. Большинство выполняло тяжёлую физическую работу. В общей сложности около 5000 евреев использовалось на принудительных работах за пределами гетто.

## Уничтожение гетто

### Убийства узников в 1941 году
Немцы считали евреев основной угрозой оккупационной власти и серьёзно опасались еврейского сопротивления. По этой причине нацисты стремились в первую очередь убить в гетто евреев-мужчин в возрасте от 15 до 50 лет, несмотря на то, что тем самым лишались наиболее трудоспособных узников. В архивных документах сообщается, что в Барановичах во второй половине 1941 года были убиты практически все молодые евреи обоего пола.
Сведения о численности жертв акций в первый месяц оккупации сильно различаются в разных источниках. По «Книге Памяти» уже в первые недели оккупации полицейские и жандармы совершали налёты на евреев, избивая и расстреливая их. 29 июня 1941 года нацисты расстреляли около 500 (по данным Иегуды Бауэра, более 400) евреев, а 30 июня — около 300 евреев на старом еврейском кладбище (ныне улица Чернышевского). По «Энциклопедии Холокоста на территории СССР» за весь период конец июня — конец июля 1941 года в Барановичах погибло около 400 евреев.
30 июня 1941 по требованию гебитскомиссара Рудольфа Вернера из гетто увели 36 евреев-врачей (в том числе и жену председателя юденрата Изыксона) — якобы для лечения советских военнопленных, и, несмотря на внесённый выкуп, их расстреляли в тот же день. 8 (9) июля 1941 года для устрашения жителей города был расклеен приказ, в котором сообщалось о расстреле 73 евреев-коммунистов. В приказе также повторялась угроза расстрела для тех, кто скрывает евреев и коммунистов. Во второй половине июля 1941 года оккупанты отобрали в гетто и убили 70 (по Бауэру — 350) евреев — представителей интеллигенции для того, чтобы превентивно уничтожить потенциальных лидеров сопротивления и парализовать волю оставшихся узников. В августе 1941 года около 700 евреев были отправлены в концлагерь Колдычево. В ноябре 1941 года евреев расстреливали возле деревни Грабовец (5 км от Барановичей) на территории еврейского кладбища.

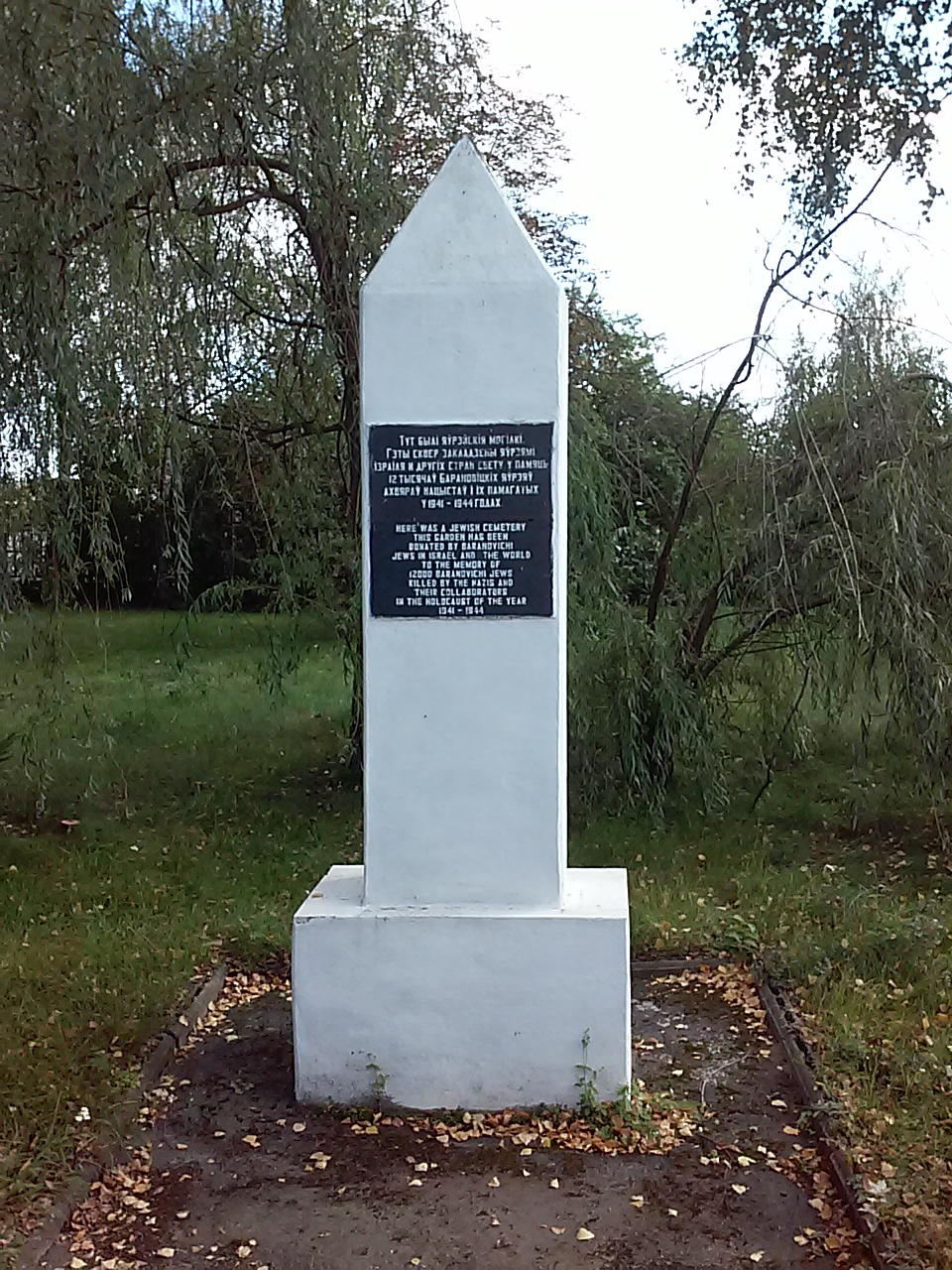
Памятник убитым евреям на еврейском кладбище в Барановичах

### Убийства узников в 1942 году
С осени 1941 года на территории гетто существовала больница, где узники получали хоть какую-то медпомощь. Это не входило в планы оккупационной власти, и зимой, в начале 1942 года, больница была разгромлена, а находившиеся в ней более 20 больных были убиты.
Окончательное уничтожение гетто было организовано в три этапа: в марте, сентябре и декабре 1942 года. Часть евреев перевели в другие гетто и концлагеря, и по дороге некоторые из них смогли бежать.
Первая акция прошла в дни еврейского праздника Пурим в начале марта 1942 года. 3 марта полицейские потребовали от узников, чтобы все работоспособные получили документы о праве на работу (арбайтшайн) в доме по улице Церковной (ныне улица Лисина), и дали срок до утра следующего дня. 4 марта с 4 до 11 часов утра всех жителей западной части гетто перегоняли в восточную его часть, разрешая переход только тем, у кого имелся арбайтшайн. На перекрёстке улиц Сосновой и Садовой (нынешних улиц Грицевца и Мицкевича) в тот день стояла толпа жандармов, полицаев и других карателей, которые сортировали людей. Кто не имел свидетельства о праве на работу, того избивали, прикладами загоняли в «душегубки» и увозили к местам расстрела в район вагонного депо к «Зелёному мосту» и в поле между деревнями Узноги, Грабовец и Глинище, где советские военнопленные выкопали ямы. К 14.00 всех расстреляли, большинство из убитых были женщины, старики и дети. В живых оставили только трудоспособных узников. Военнопленных после завершения работы также расстреляли.
В этот день, 4 марта были убиты 3400 евреев (2007, 2400). Членам юденрата в тот же день приказали закапывать расстрельный ров возле Зелёного моста и потребовали от Изыксона собрать для этого группу мужчин. Председатель юденрата отказался это сделать, и тогда его, переводчицу Менову и учителя танцев Давида Морина отвели к месту казни, раздели, заставили под игру немцев на губных гармошках танцевать возле свежей могилы и расстреляли. Во главе юденрата был поставлен Шмуэль Янкелевич. Всего в результате мартовских «акций» было убито, по немецким данным, 2007 человек, по данным Чрезвычайной государственной комиссии по установлению и расследованию злодеяний немецко-фашистских захватчиков — от 3400 до 4000 человек.
Поскольку половина узников была убита, то территория гетто была вдвое уменьшена. К концу марта 1942 года в Барановичское гетто перевезли часть евреев из Ляхович, Клецка, Столбцов и Городища. 19 июня 1942 около 700 узников перегнали в Молодечно.
В период с 22 сентября по 2 октября 1942 года узники вывозились в грузовых автомобилях и «душегубках» — за 3 километра за город (между деревнями Грабовец и Глинище) к заранее выкопанным ямам и расстреливались. Таким способом за эти 9 суток были убиты около 5000 (3000, 15 000) евреев.
17 декабря 1942 года началось полное уничтожение Барановичского гетто. По разным данным, в ходе акции было убито от 3000 до 7000 человек. Евреев расстреляли около села Грабовец, остальных перевели в Колдычевский лагерь смерти. Подвалы, в которых прятались люди, каратели закидывали гранатами и заливали водой. На въезде в город появились таблички «Свободно от евреев». Около 700 евреев оставили в живых и отправили на тяжёлые работы.
Последних еще живых евреев (150-200 человек) вывезли за город и зверски убили в конце 1943 года.

## Героизм и сопротивление
По всем свидетельским показаниям, члены юденрата, особенно Изыксон и его секретарь Женя Манн, мужественно боролись, чтобы защитить всех узников. Женю Манн, которая приехала в Барановичи из Ковно вместе со своим мужем, называли «мать гетто» за беззаветную готовность помогать узникам.
Группы узников нередко увозили на работы, с которых они не возвращались, — их расстреливали там же, на месте работы. Им на смену отправляли новые партии обречённых людей. Например, в районе Ново-Вилейки на строительстве железнодорожных веток использовали военнопленных, которые вскоре умерли от истощения или были расстреляны. На их место в конце августа 1941 года из Барановичского гетто привезли 700 человек. Понимая, что их ждёт та же участь, что и военнопленных, евреи группой численностью 31 человек устроили побег. Под автоматным огнём 11 из них были убиты, но остальные спаслись.
Весной 1942 года в гетто было организовано 3 подпольные группы во главе с Элиэзером Лидовским, Мойше Копелевичем и Зарицкевичем. В группе Лидовского состояли 17 членов еврейской полиции во главе с заместителем начальника Варшавским. Вскоре группы объединились в одну численностью 200 человек в возрасте от 16 до 30 лет. Под руководством Абрама Яковлевича Абрамского была создана боевая дружина. 21 сентября 1942 года, накануне начала уничтожения гетто, группой еврейских партизан и членов боевой дружины гетто было предпринято нападение на здание гебитскомиссариата в Барановичах.

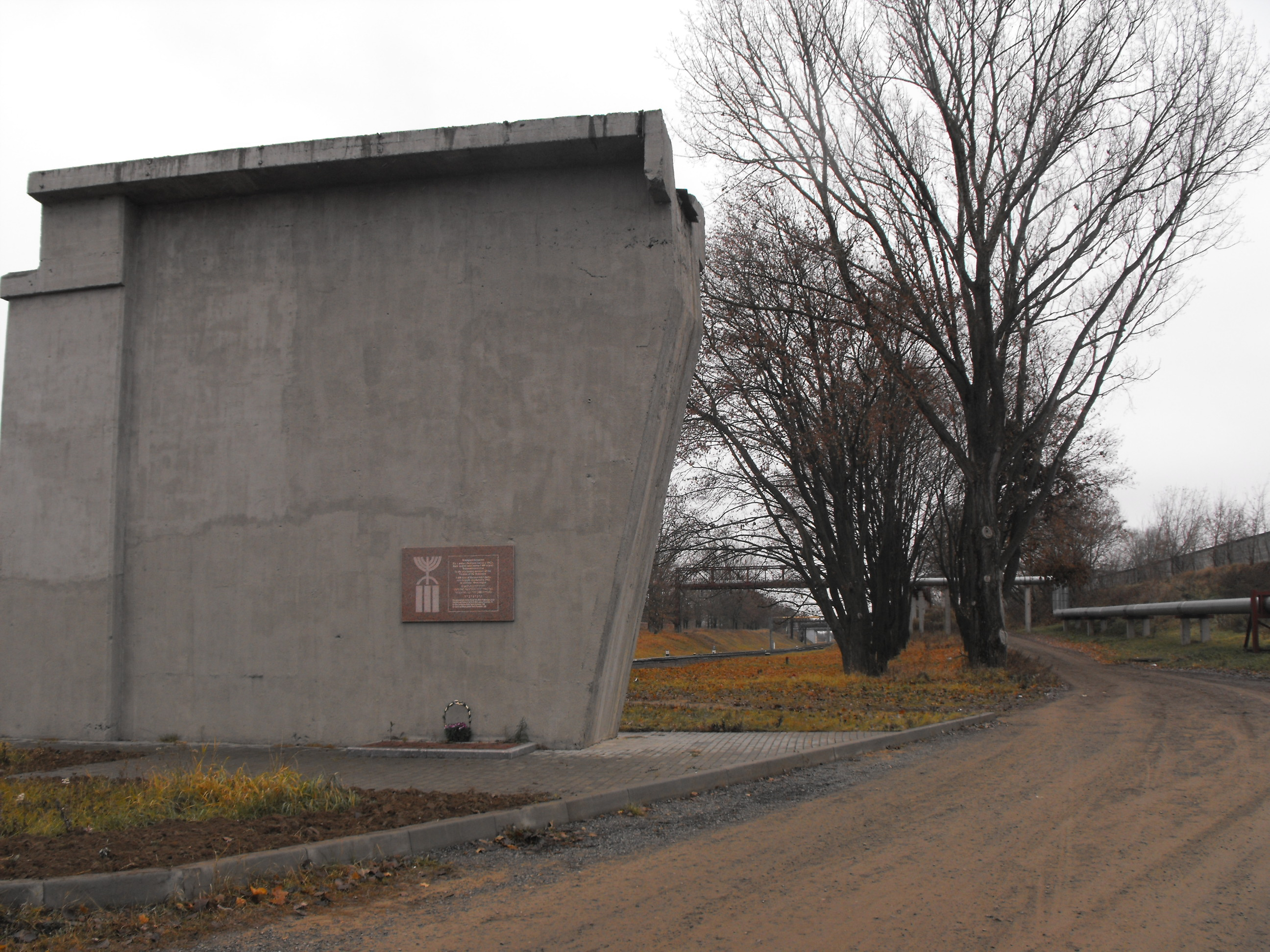
Мемориальная доска на улице Промышленной в районе «Зелёного моста».

Сохранились свидетельства, что осенью 1942 года во время «акции» были случаи активного сопротивления — насмерть был заколот один латышский офицер, а белорусскому полицейскому парикмахер Зубак перерезал горло бритвой.
Зимой 1942 года портному Меиру Перцовскому полицейские дважды предлагали оставить обречённых на смерть жену и детей и перейти в группу специалистов. Он решительно отказался спасаться без родных, и его убили вместе с семьёй.

## Случаи спасения и «Праведники народов мира»
Во время окончательного уничтожения гетто не менее 450 евреев сумели убежать и скрыться в лесах. Многих из них впоследствии поймали и расстреляли. До освобождения дожили 250 евреев.
Многие евреи города были спасены благодаря помощи местных жителей и даже отдельных немцев. В Барановичах 7 человек были удостоены почётного звания «Праведник народов мира» от израильского мемориального института «Яд Вашем» «в знак глубочайшей признательности за помощь, оказанную еврейскому народу в годы Второй мировой войны»:
- Чаща Эдуард — за спасение множества евреев из Барановичского гетто[37];
- Казакевич (Слизен) Анна и Слизен Леопольд — за спасение Братковской Лизы и её дочери Рени[38];
- Мандель (Абрамова) Татьяна и Абрамова Галина — за спасение Манделя Соломона[39];
- Малиновские Роман и Софья — за спасение Порфштейна (Торфштейна) Эрика[40].

Известны несколько случаев спасения барановичских евреев немцами. Техника-строителя Эрика Порфштейна (Торфштейна) в конце июня 1942 года привезли из Чехословакии в Барановичское гетто. Его спас немец, назвавший себя «Янеком», который стоял в охране и вывел Порфштейна за ворота. Позже этот немец помог Эрику и ещё одному еврею Абраму Резнику бежать из города. Гауптфельдфебель Хуго Арманн спрятал 6 барановичских евреев и передавал для еврейских подпольщиков оружие и продукты С Арманном сотрудничал смотритель кладбища Эдуард Чаща, который предоставлял свой дом беглецам из гетто, прятал и кормил их. В качестве проводника вывел в лес к партизанам десятки человек.

## Организаторы и исполнители убийств
По данным Барановичской городской комиссии ЧГК, организаторами, руководителями и непосредственными участниками массовых убийств евреев в Барановичах были:

| - Вернер Рудольф, оберфюрер, гебитскомиссар Барановичского округа, один из главных убийц барановичских евреев; - Амелюнг (Амелунг) Вальдемар, унтерштурмфюрер, начальник Барановичского СД, ответственный по «еврейским делам», непосредственный организатор массовых убийств евреев в Барановичах и в других городах; - Бартель Александр, унтерштурмфюреры Шаупеетер, Андерас, Дадишек — заместители начальника Барановичского СД; - Доктор Гавзер, оберштурмфюрер; - Райндорфер, гауптштурмфюрер СД; - Мыслевитц, гауптштурмфюрер; - Иоран Фриц, обершарфюрер, комендант лагеря Колдычево; - Шредер Вильгельм, оберлейтенант, начальник жандармерии высшего управления СС и СД Барановичского округа; - Гольбрандт, гауптштурмфюрер, управление СС и СД Барановичского округа; - Барон фон Штаткельберг, адъютант гебитскомиссара Барановичского округа; - Бертран (Бертрам) Курт, главный инспектор гетто Барановичей, заместитель гебитскомиссара; - Мешке Курт, хозяйственный инспектор СД Барановичского округа; - Гипке, оберштурмфюрер, управление СС и СД Барановичского округа; | - Шлегель, оберштурмфюрер, управление СС Барановичского округа, заместитель начальника полиции округа; - Шергольц Карл, оберштурмфюрер, нач. городского управления СС; - Ведель, оберштурмфюрер, городское управление СС; - Валельт, помощник начальника городского управления СС; - доктор Вихман Артур, главный врач гебитскомиссариата Барановичского округа; - Мулле Шмаух и Шмидель, унтерштурмфюреры; - Бригман и Пегарц, майстеры; - Берхард Отто, Бреккер, Гинтер Александр и Эндерс, обершарфюреры; - Вольф Гельмут, заместитель гебитскомиссара Барановичского округа; - Крампер (Кранке) Макс, политинспектор при гебитскомиссаре Барановичского округа, заместитель гебитскомиссара, известный своей чрезвычайной жестокостью; - Гизекке, политинспектор отдела труда Барановичского округа, начальник биржи труда гебитскомиссариата; - доктор Айхлер, государственный советник начальника отдела труда Барановичского округа; - водители грузовиков, отвозившие евреев к месту казни: Маст Карл, Болингер Георг, Шредер Отто, Лео Фридрих и другие; - Дьяченко, украинец, начальник полицейского департамента «Белорусской полиции», организатор (совместно с Амелюнгом Вальдемаром) «охотничьих отрядов» (Jagdzuge) для поимки и убийств евреев, и другие. |

## Память
В Барановичском гетто из 15 000 узников погибли примерно 12 000 человек. Всего за время оккупации были убиты и замучены около 22 000 (более 35 000) евреев Барановичей и ближайших населённых пунктов. После освобождения в Барановичи из лесов вернулись около 150 евреев.
В 1945 году на месте расстрела евреев был установлен памятник, впоследствии разрушенный. Летом 1994 года в Барановичах на средства бывших жителей города был открыт памятник жертвам Катастрофы. 8 июля 2009 года, в день 65-летия со дня освобождения Барановичей, на опоре «Зелёного» моста по проекту Л. Левина была установлена мемориальная доска в память о 3400 евреях, расстрелянных здесь, между железнодорожными насыпями, во время Холокоста.
Неполные списки убитых в Барановичах евреев опубликованы в хронико-документальной книге «Память. Барановичи. Барановичский район».